# Teatro anatomico

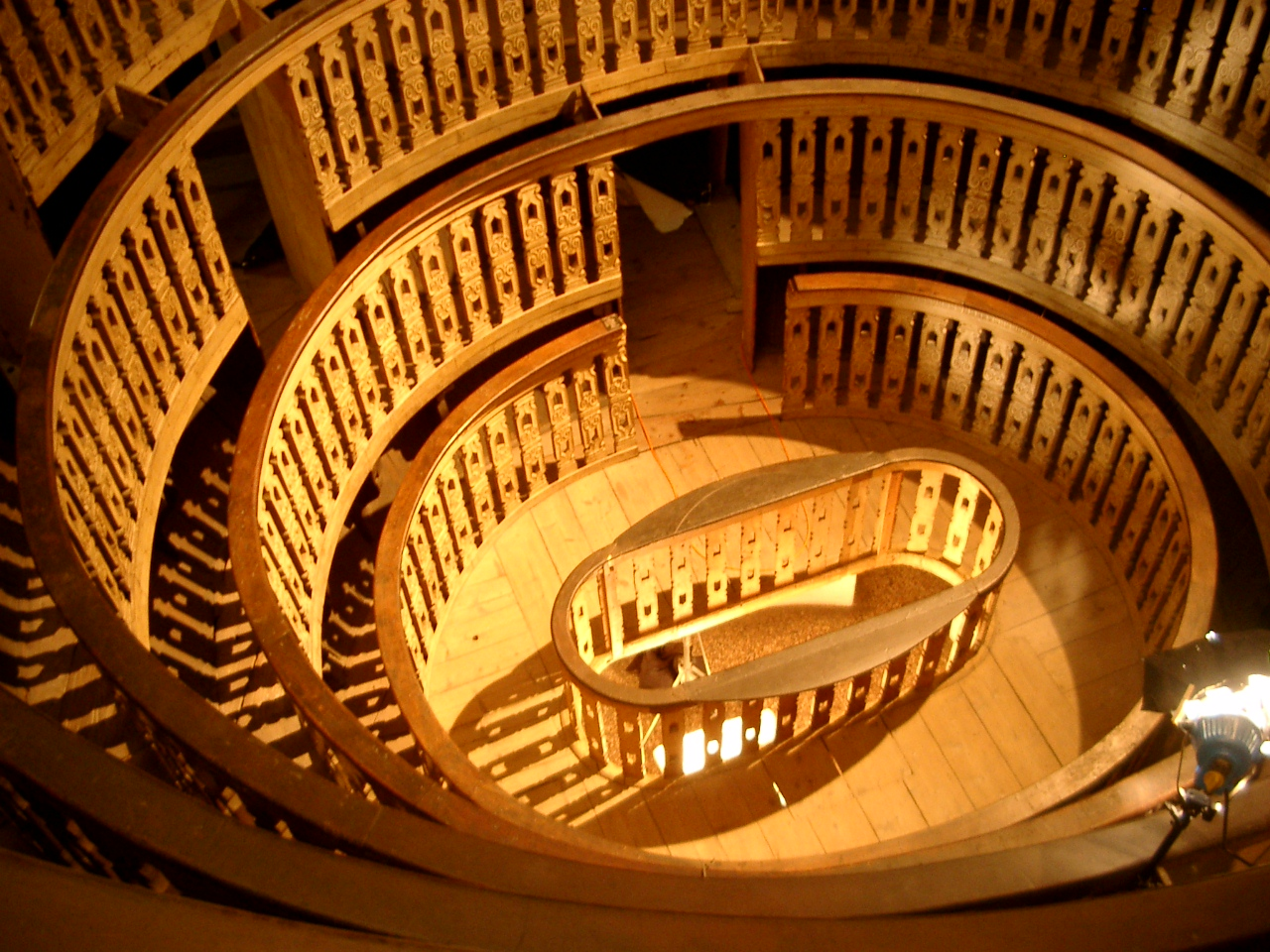
Il teatro anatomico dell'Università di Padova, il primo stabile realizzato al mondo

Il teatro anatomico è il luogo adibito alle dimostrazioni anatomiche pubbliche effettuate tramite dissezione di cadaveri. In passato era costituito da un tavolo centrale, sul quale avveniva la dissezione, circondato da gradini disposti in modo circolare, ellittico o ottagonale e provvisti di parapetto dai quali gli studenti potevano osservare il procedere della dimostrazione del docente.

## Storia

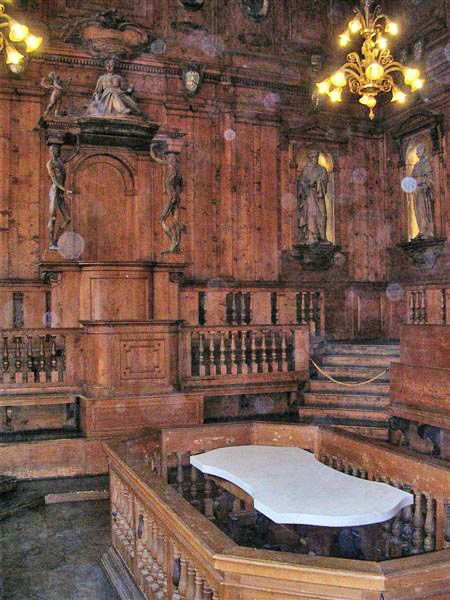
Teatro anatomico dell'Università di Bologna

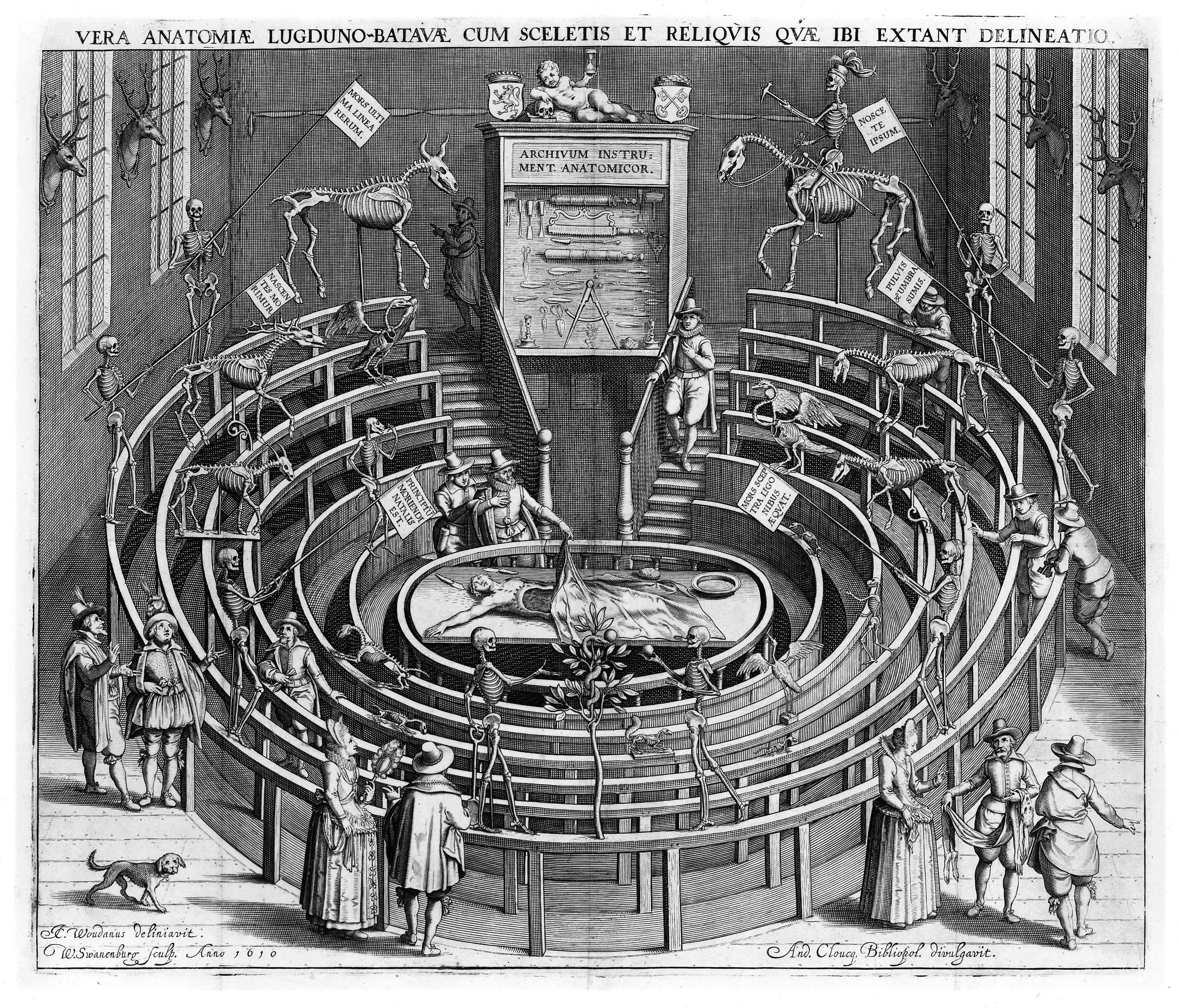
Teatro anatomico dell'Università di Leida

La storia del teatro anatomico, come luogo dedicato alle dissezioni dei cadaveri effettuate davanti a un pubblico specialistico e non, inizia nell'Era moderna e prosegue fino all'inizio dell'epoca contemporanea. 
Apparsi in Europa del sud nel XVI secolo, circa duecento anni dopo la rinascita della pratica dell'autopsia umana a fini scientifici (pratica scomparsa dall'antichità greca), i teatri anatomici rimasero delle strutture smontabili fino a quando furono erette le prime installazioni permanenti nel XVI secolo. Nella maggior parte dei casi essi erano concepiti sotto forma di anfiteatri in legno al centro dei quali il cadavere da studiare era posto su un tavolo da dissezione; l'anatomista conduceva la lezione stando in prossimità, eventualmente seduto ad una cattedra. Di conseguenza, più che parlare di teatro anatomico o di theatrum anatomicum, si impiegava spesso il termine di anfiteatro di anatomia o anatomico per designare l'imponente insieme, che servendosi di gradini concentrici, manifestava con la sua architettura il trionfo dello sguardo come nuovo mezzo privilegiato per accedere alla conoscenza dell'anatomia, in aggiunta allo studio dei trattati specialistici.
Questa disposizione consentiva ai teatri anatomici di attirare, oltre ai medici e agli studenti in Medicina, ai quali queste strutture d'insegnamento universitario erano principalmente destinati, anche un pubblico non professionale: essi accoglievano numerosi curiosi di vari livelli sociali disposti ad ottenere un posto a pagamento. Le dissezioni pubbliche, rituali consacrati a celebrare l'abilità del Creatore, divennero dei veri divertimenti mondani, delle feste inserite nel calendario dei festeggiamenti della città. Dopo aver visto culminare la loro attrattiva nei secoli XVII e XVIII, essi persero rapidamente d'interesse all'inizio del XIX secolo a causa di vari fattori. Ciò portò alla scomparsa o alla riconversione delle strutture dedicate e alla chiusura di un capitolo in seguito poco conosciuto dell'architettura, della medicina e della scena.

### La comparsa dei primi teatri anatomici

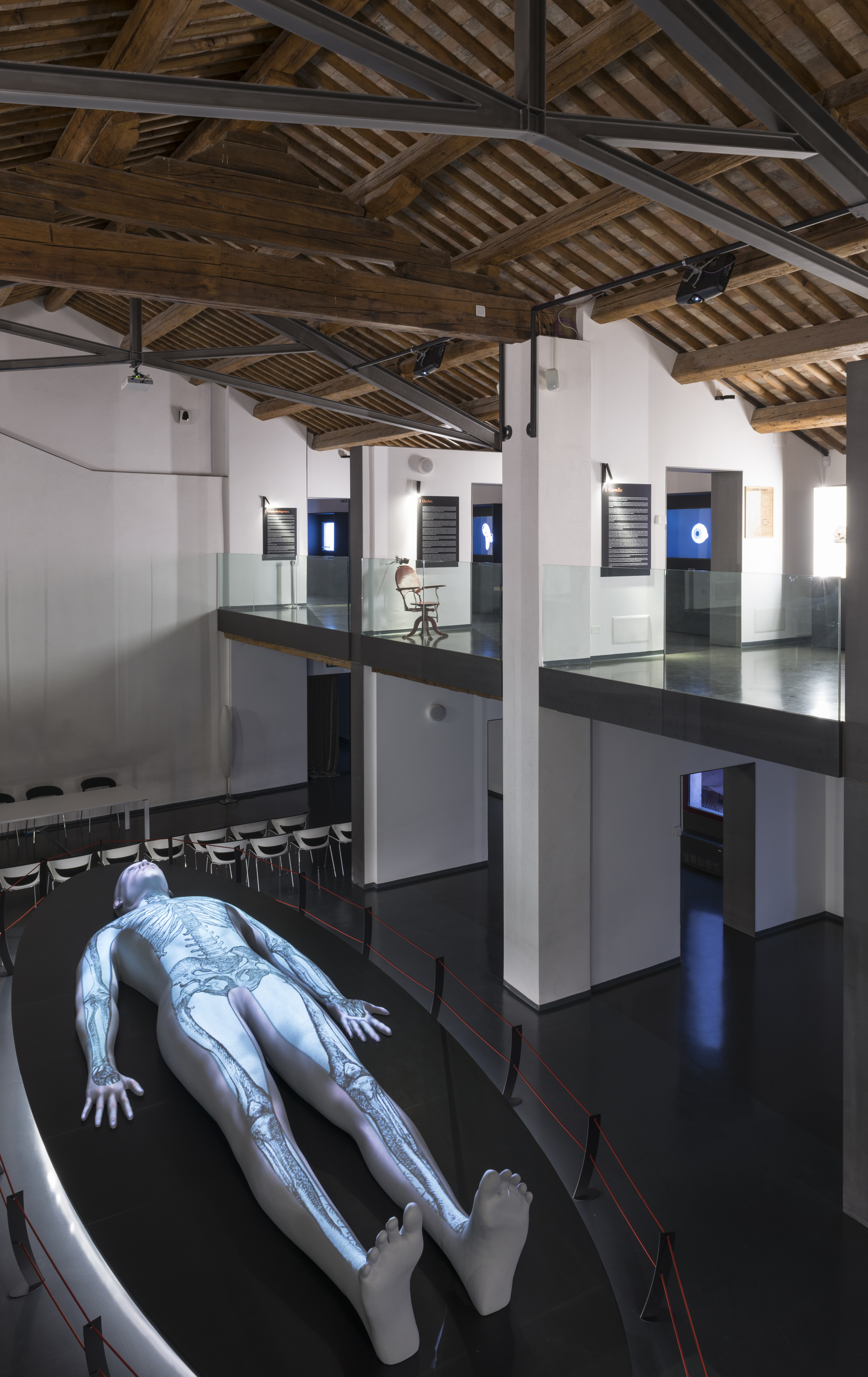
Un moderno teatro anatomico che utilizza proiezioni su un modello parlante, nell'allestimento del MUSME a Padova.

La prima descrizione conosciuta di un teatro anatomico è dovuta all'italiano Alessandro Benedetti nel primo capitolo del suo trattato Historia corporis humani sive Anatomice, pubblicato nel 1502. Studente di Medicina a Padova, egli esercitò poi a Venezia, dove cominciò la redazione del suo trattato nel 1483 e dove probabilmente fece erigere un'installazione smontabile in legno: è quindi in Italia che apparvero i primi teatri anatomici, delle specie di chioschi che venivano disassemblati dopo l'utilizzo.
Il primo teatro anatomico stabile fu realizzato a Padova per le lezioni di medicina svolte presso la locale Università. Il teatro fu costruito nel 1594 per volere dell'anatomista Girolamo Fabrici d'Acquapendente e ospitò le dissezioni anatomiche fino al 1872.
Tale primo esempio fu seguito pochi anni dopo, nel 1597, dalla realizzazione di una struttura analoga presso l'Università di Leida. Successivamente, teatri anatomici furono realizzati presso Università e ospedali di tutta Europa. Tra i più antichi si possono ricordare quello dell'Università di Bologna, realizzato nel 1637 all'interno del Palazzo dell'Archiginnasio, e nel XVIII secolo quelli di Ferrara, di Modena, della scuola veterinaria di Berlino.